# STILL OF THE NIGHT
「STILL OF THE NIGHT」（スティル・オブ・ザ・ナイト）は、日本のロックバンドであるRED WARRIORSの楽曲。
1988年11月21日に日本コロムビアのBODYレーベルから5枚目のシングルとしてリリースされた。作詞および作曲は木暮武彦が担当している。前作「ROYAL STRAIGHT FLUSH R & R」（1988年）よりおよそ8か月ぶりのシングルであり、オリジナル・アルバムに未収録となったがベスト・アルバム『THE WORLD OF RED WARRIORS』（1996年）においてアルバムに初収録された。
本作はRED WARRIORSの活動初期から存在していた楽曲であるが、リリースにあたって大幅にアレンジが変更されている。オリコンシングルチャートにおいては最高位第14位となった。後年ダイアモンド☆ユカイによってセルフカバーされている。

## リリース、チャート成績、プロモーション
本作は1988年11月21日に日本コロムビアのBODYレーベルから7インチレコードおよび8センチCDの2形態でリリースされた。本作はRED WARRIORSのキャリア初期から存在しており、元々は1枚目のシングル「OUTSIDER」（1986年）と同タイプの楽曲であったが、レコーディングに際して大幅にアレンジが変更されている。本作およびカップリング曲となった「VIRGIN MARY」はともにオリジナル・アルバムには収録されなかった。本作のシングル盤はオリコンシングルチャートにおいて最高位第14位の登場週数4回で、売り上げ枚数は2.5万枚となった。
同年12月28日にフジテレビ系音楽番組『夜のヒットスタジオDELUXE』（1985年 - 1989年）に出演し本作を披露した。本作リリース後にRED WARRIORSはテレビ番組出演が増加したが、番組側はロック・ミュージシャンの出演を歓迎していなかったとダイアモンド☆ユカイは述べており、他人の演奏時に拍手を強制されることや命令口調で指示が出されることもあったとして、「ロックの人を目のカタキにしてる」と指摘した上で「あんなの、見ちゃうと夢、壊れるよね。俺、ガキの頃、テレビ好きだったからさ」とコメントしている。また、演奏前に「歌謡曲を叩きつぶしに来ました!」と発言したことが波紋を呼び、顰蹙を買うだけで自身の本意が伝わらなかったために後に発言を後悔したとユカイは述べている。

## ミュージック・ビデオ
本作のミュージック・ビデオは南イングランドにあるテムズ川付近で行われた。1988年10月にビデオ撮影のためにメンバーはロンドンを訪れたが、木暮だけはビデオスタッフとの打ち合わせのため他のメンバーよりも2週間早く現地に到着していた。2週間でイギリスの街に馴染んでいた木暮は、アメリカ合衆国やイギリスのランキングチャートに自らの作品をチャートインさせるという当初の目標を思い出し、RED WARRIROSの活動をアメリカ国内においてアマチュア、日本国内においてプロとして活動するというプランをメンバーに提案するも、全員の賛同は得られなかったという。メンバーは誰一人気が付いていなかったが、この時期すでにバンド解散の兆候が出ていたとユカイの自著『ナチュラル・マン』には記載されている。

## カバー
- ダイアモンド✡ユカイ - ソロ名義のライブにおいても本作を歌唱していたほか、カバー・ベスト・アルバム『I AM A ROCKMAN』（2009年）においてセルフカバーが収録されている[8]。

## シングル収録曲
- シングルレコード付属の歌詞カードに記載されたクレジットを参照[9]。

| 全作曲: 木暮武彦、全編曲: RED WARRIORS。 |                        |                     |            |      |
| #                                        | タイトル               | 作詞                | 作曲・編曲 | 時間 |
| 1.                                       | 「STILL OF THE NIGHT」 | 木暮武彦            | 木暮武彦   | 4:02 |
| 2.                                       | 「VIRGIN MARY」        | ダイアモンド☆ユカイ | 木暮武彦   | 4:58 |
| 合計時間:                                | 合計時間:              | 合計時間:           | 9:00       |      |

## スタッフ・クレジット
- シングルレコード付属の歌詞カードに記載されたクレジットを参照[9]。

「STILL OF THE NIGHT」
- 松本元成 - レコーディング・エンジニア（セディックスタジオ）
- 坂元達也 - レコーディング・エンジニア（セディックスタジオ）、ミキシング・エンジニア（ヴィンセントスタジオ）

「VIRGIN MARY」
- マイケル・ツィマリング - レコーディング・エンジニア（スタジオ・キーストン）
- 坂元達也 - レコーディング・エンジニア（スタジオ・キーストン）、ミキシング・エンジニア（ヴィンセントスタジオ）

## リリース日一覧
| No. | リリース日     | レーベル              | 規格            | カタログ番号 | 最高順位 | 備考 |
| --- | -------------- | --------------------- | --------------- | ------------ | -------- | ---- |
| 1   | 1988年11月21日 | 日本コロムビア / BODY | 7インチレコード | AH-997       | 14位     |      |
| 2   | 1988年11月21日 | 日本コロムビア / BODY | 8センチCD       | 10CA-8133    | 14位     |      |

## 収録アルバム
- 『THE WORLD OF RED WARRIORS』（1996年）